# CD Baby
CD Baby es una tienda de música en línea especializada en la venta de discos compactos físicos y descargas de música digital desde los músicos independientes directamente a los consumidores. Además, la compañía se ha convertido en recopiladora de grabaciones de música independiente, distribuyendo contenido a varios minoristas de música digital en línea.
También ha conseguido valor reciente como una de las únicas fuentes de información sobre ventas de CD físicos en la industria de la música independiente, sorprendiendo a los analistas al reportar continuos aumentos en las ventas de CD independientes constantemente desde su reporte más reciente al final de 1998, aparentemente mostrando de esta manera que las ventas de CD independientes avanzan aparte de las ventas reportadas a la prensa por las grandes discográficas.
CD Baby es la d/b/a de Hit Media, Inc., una empresa de Nevada  fundada por Derek Sivers en 1997 y vendida por él mismo en 2008 por 22 millones de dólares a Disc Makers. La firma actualmente opera fuera de Portland, Oregón.  Archivado el 23 de junio de 2011 en Wayback Machine.. CD Baby permite a los artistas establecer su precio para la venta de discos compactos físicos - CD Baby se queda 4 dólares de cada venta, lo restante es pagada al artista semanalmente. También realizan un único cobro de una tarifa de alta de 35 dólares por CD. .

## Historia
CD Baby empezó con su fundador y presidente, Derek Sivers, en Woodstock, Nueva York. Sivers era un músico a tiempo completo que creó el sitio web para vender su propia música. Como afición, también empezó a vender CD de bandas locales y amigos. Puesto que él ya vivía de la música, pudo ser flexible en hacer de CD Baby la tienda en línea "utópica" para músicos independientes. Para hacer esto, Sivers siguió cuatro principios esenciales basados en sus preferencias personales:
- El músico será pagado cada semana.
- El músico tendrá el nombre completo y dirección de cada persona que compre su música (a menos que decidan no tomar parte).
- El músico nunca será eliminado del sistema por no vender suficiente.
- El sitio nunca aceptará publicidad o colocación pagada.

Además, Sivers se aseguró de escuchar cada CD que vendió (actualmente hay varias personas empleadas para hacer esto). La operación tenía lugar principalmente en la habitación de Sivers.
Sivers finalmente contrató a John Steup como vicepresidente y primer empleado. En una entrevista, Sivers recuerda decirle a Steup: "Puede que esto se haga enorme algún día. Quiero decir, puede que tengamos 100 artistas aquí".
Constantemente, CD Baby creció conforme más artistas quisieron vender su música a través del sitio web. Sivers siempre trató con los artistas directamente.
Empezando alrededor de 1999, Sivers supervisó las expansiones de su lista con colaboraciones como la del presidente de Oasis Disc Manufacturing, Micah Solomon, en la que Sivers se emparejó con Oasis Disc Manufacturing para distribuir la lista completa de artistas de Oasis en la tienda de CD Baby (un acuerdo todavía válido actualmente). 
CD Baby fue de alguna manera inspirado por un sitio web llamado Songs.com fundado por Paul Schatzkin, Tom Kimmel y Michael Camp. Songs.com, aunque no tenía la no-exclusiva política de CD Baby, era también un sitio web que vendía principalmente música independiente. Sin embargo, diez meses después de que Songs.com fuera vendido a Gaylord Entertainment por 3 millones de dólares, Gaylord cerró todas sus iniciativas digitales, incluyendo Songs.com. Schatzkin enviaría entonces un correo electrónico a los miembros de Songs.com, recomendando CD Baby. Schatzkin fue también el instigador de la línea de teléfono gratuita de CD Baby, "1-800-BUY-MY-CD".
Sivers nunca aceptó dinero para anunciar un CD más que cualquier otro CD y no negocia con inversores o anunciantes. Actualmente, hay aproximadamente ocho empleados Archivado el 6 de julio de 2008 en Wayback Machine. de CD Baby cuyos trabajos van desde trabajo de almacén hasta atención al cliente o escuchar CD.
Con el acercamiento de Apple iTunes, el vender el catálogo de CD Baby a través de iTunes Music Store, Rhapsody, MusicMatch y Napster le dio a Sivers peticiones similares. Sivers decidió introducir la distribución digital como un servicio opcional para los artistas de CD Baby. 
Aunque la mayoría de los artistas que usan CD Baby son norteamericanos, alrededor del treinta por ciento de pedidos en CD Baby son del extranjero.
En 2003, Sivers ganó un World Technology Award por Entretenimiento.
En agosto de 2008 fue anunciado que Disc Makers, un fabricante de CD y DVD, compró CD Baby (y Host Baby) por 22 millones de dólares siguiendo una asociación de 7 años entre las dos compañías, según Sivers.

### Historial técnico
CD Baby corre en PHP y MySQL. Ganó breve notoriedad cuando Sivers anunció públicamente a principios de 2005 que estaba re-escribiendo todos los sistemas en Ruby on Rails y PostgreSQL. Tras dos años de trabajo, sintió que el re-escribirlo iba todavía por menos de la mitad, y tiró el nuevo código y lo re-escribió de nuevo en su lenguaje de programación original, PHP, y base de datos, MySQL. Dijo que le llevó solo dos meses terminarlo. Este fue un movimiento ampliamente discutido, porque algunos lo vieron como una demostración de que Ruby on Rails fue sobre-publicitado y no estaba a la altura de resolver grandes problemas. Sivers mismo lo resumió diciendo que "Rails fue un profesor increíble" pero que PHP estaba perfectamente a la altura una vez que había aprendido las lecciones que Ruby y Rails le enseñaron.

## CD Baby y los músicos
Cualquier artista puede vender su música en CD Baby. CD Baby no tiene requisito de ventas mínimas para los miembros; un artista que venda solo un CD cada 20 años todavía sigue siendo parte del catálogo de la compañía.
En 2004, CD comenzó a ofrecer el servicio de distribución digital. Tomando parte de su servicio de distribución digital, los artistas pueden autorizar a CD Baby para actuar en su nombre a la hora de incluir música para la venta digital a minoristas en línea como Apple's iTunes, Emusic, Real Network's Rhapsody, Napster, MusicNet, entre otros. Las canciones en CD Baby ahora también están disponibles en Spotify.

### Artistas exitosos en CD Baby
Además de muchos artistas independientes desconocidos en el catálogo de CD Baby, también hay varios artistas que han firmado con una discográfica grande. Estos incluyen al icono de los 80's Tiffany, la exitosa artista europea Lory Bianco, Regina Spektor y Jack Johnson, quienes vendieron su música en CD Baby antes de firmar con una discográfica grande. El catálogo también incluye un álbum con canciones de demo de los comienzos de Madonna que está siendo vendido por su actual productor Stephen Bray. También Gary Jules lanzó su álbum debut en CD Baby antes de que fuera lanzado por un sello grande; contiene el éxito Mad World. El EP For Now del ganador de American Idol Jordin Sparks estaba siendo vendido en CD Baby. Sin embargo, su página se eliminó tras su aparición en Idol. El álbum Unsigned & Still Major de Soulja Boy fue vendido antes de que consiguiera un contrato discográfico.

## Estadísticas
Estadísticas de CD Baby conforme al 7 de julio de 2008
- 248.138 artistas venden su música en CD Baby.
- 4.686.670 de CD vendidos en línea a clientes.
- $85.042.653 pagados directamente a los artistas.

## En las noticias
- "CD Baby Finds Success in Online Music Niche", NPR's por Marcie Sillman Morning Edition, 28 de diciembre de 2004
- "CD Baby's Unlikely Alliance with Best Buy" por Annie Baxter, NPR's Morning Edition, 2 de febrero de 2006
- "Baby Love" por Matt Welch, LA Weekly, 9 de junio de 2005
- "Derek Sivers of CD Baby", Venture Voice, Show # 19
- "It's the future, baby: How CD Baby helps indie musicians with digital distribution" por Kristin Thomson, Future of Music Coalition, 8 de octubre de 2003
- The Future of the Music Business: How to Succeed with the New Digital Technologies, por Steve Gordon, Backbeat Books, 2005, ISBN 0-87930-844-3, p. 213-225 ("An Interview with Derek Sivers, Founder and President of CD Baby")